# Michael Hornsby
Michael Hornsby (* 23. November 1998 in Biberach an der Riß) ist ein deutscher Fußballspieler.

## Karriere
Er besuchte das Pestalozzi-Gymnasium Biberach und spielte zuerst in der Jugend des SC Freiburg sowie später in der des FV Ravensburg. Hier gehörte er dem Verein bis zur U19 an. Im Sommer 2017 zog er dann in die USA und besuchte hier die Queens University of Charlotte. Hiernach wechselte er im Sommer 2020 dann zur UNC Wilmington. Beim Tormenta FC 2 sammelte er im darauffolgenden Sommer dann schon ein paar Erfahrungen in USL League Two. Bereits zuvor hatte er auch schon in der Saison 2018 zum Team des Chattanooga FC in der NPSL gehört.
Er wurde schließlich im März 2022 Teil des Kaders für die Debüt-Saison von Central Valley Fuego in der USL League One. Anschließend daran schloss er sich im Vorfeld der Saison 2023 dem Ligakonkurrenten Richmond Kickers an.